# Стоян Цолов
Стоян Иванов Цолов (28 ноември 1913 Карамихал – 11 март 1999 София) е български анархист, интербригадист в Гражданската война в Испания.
Стоян Цолов е един от инициаторите във възстановяването на Федерацията на анрхо-комунистите в България в град Казанлък и основаването на вестник Свободна мисъл. Като активист на анархистическото движеие, независимо от участието му в интрационалните бригади в Испания след Деветосептемврийския преврат е осъден на доживотен затвор.
| „ | Баща ми беше анархист – по идеи, принципи и начин на живот. Подобно на повечето от своите другари и съидейници, той изповядваше безвластието като идеал и бъдеще на човечеството, вярваше във взаимопомощта като форма на обществено оцеляване и я практикуваше като начин на живот в ежедневието, беше убеден, че насилието е най-последното и лошо средство за постигане на целите, но винаги беше готов да воюва срещу него в защита на истината и справедливостта. Пламен Цолов | “ |